# Eucereon dorsipuncta
Eucereon dorsipuncta là một loài bướm đêm thuộc phân họ Arctiinae, họ Erebidae.